# Wołkowyja
Wołkowyja Lengyelország délkeleti részén, a Kárpátaljai vajdaságban, a Leskói járásban található település.  A község  Solinától közel 7 kilométernyire fekszik déli irányban, míg a járási központnak számító Lesko 17 kilométernyire északra található, valamint a vajdaság központja, Rzeszów 84 kilométernyire északra van a településtől.

## Fordítás
Ez a szócikk részben vagy egészben  a   Wołkowyja című angol Wikipédia-szócikk ezen változatának fordításán alapul.  Az eredeti cikk szerkesztőit annak laptörténete sorolja fel. Ez a jelzés csupán a megfogalmazás eredetét és a szerzői jogokat jelzi, nem szolgál a cikkben szereplő információk forrásmegjelöléseként.